# Émile Allard
Pour les articles homonymes, voir Allard.
Émile Allard, né le 24 juillet 1883 à Crespin en France et mort le 5 novembre 1950 à Bruxelles en Belgique, est un ingénieur belge et un pionnier de l'aviation. Il est surtout connu pour son engagement dans le développement de l'Institut de recherche aérodynamique de Rhode-Saint-Genèse (l'actuel Institut Von Karman) et son engagement général dans le développement de l'aviation belge. De plus, on pense généralement qu'il a été le premier Belge à voler.

## Biographie
Émile Allard commence sa carrière comme ingénieur chez Cockerill, une entreprise métallurgique. En 1909, il démissionne pour travailler avec Gabriel Voisin en France sur la nouvelle aventure qu'est l'aviation. De retour en Belgique, le 31 mars 1910, il obtient le brevet de pilote no 4 de l'Aéro Club de Belgique. Il participe à la Semaine d'aviation de Touraine. En septembre 1910, avec Léon de Brouckère, il construit l'un des premiers avions belges. Après avoir travaillé un temps à Kinshasa (alors Léopoldville), il rentre en Belgique et séjourne à Liège jusqu'en 1916. En 1916, il rejoint l'armée belge. Après la Première Guerre mondiale, il revient à Liège. En 1919, pour le compte du CENAC et du SNETA, il mène des recherches sur les possibilités de l'aviation au Congo belge. En 1923, il mène des recherches sur une liaison aérienne entre la Belgique et le Congo. Il obtient une chaire à l'Université libre de Bruxelles, où il forme de nombreux ingénieurs aéronautiques.
En 1920, il est nommé directeur du service technique de l'aviation et est chargé de la création de l'Institut de recherches aérodynamiques à St. Genesius Rode. Cet institut a permis à de grands noms de l'histoire de l'aviation belge de réaliser leurs conceptions, comme Alfred Renard et Nicolas Florine. Après la Seconde Guerre mondiale, il participe également à la modernisation de l'aviation.